# Rade bei Hohenwestedt
Rade bei Hohenwestedt là một đô thị thuộc quận Rendsburg-Eckernförde, bang Schleswig-Holstein.